# Vicente Rambla
Vicente Rambla Momplet (Castellón de la Plana, 1963) ha sido un político español que ha ocupado diferentes cargos, tanto en el Consejo de la Generalidad Valenciana, como en los órganos de gobierno de su partido político: el Partido Popular de la Comunidad Valenciana.

## Biografía
Licenciado en Derecho por la Universidad de Valencia, ingresa al Cuerpo Superior de Inspectores de Hacienda del Estado en 1990 comenzando su actividad como jefe de Unidad de Inspección en la Delegación de Barcelona, función que ejerce hasta 1995. El año 1997 es nombrado Delegado Especial de la Agencia Tributaria en la Comunidad Valenciana hasta 1999.

## Carrera política
Comenzó su carrera política como director general de Régimen Económico de la Consejería de Sanidad, con el consejero Joaquín Farnós Gauchía, de 1995 a 1997. 
Durante la V Legislatura (1999-2003) de la etapa autonómica, Vicente Rambla fue consejero de Economía y Hacienda, siendo Presidente de la Generalidad Valenciana Eduardo Zaplana. Fue Presidente del Instituto Valenciano de Finanzas. En esa misma Legislatura asumió la Consejería de Empleo, junto a la de Economía y Hacienda, siendo Presidente del SERVEF (Servicio Valenciano de Empleo y Formación).
Durante la VI Legislatura (2003-2007) se hizo cargo de distintas consejerías siendo Francisco Camps el presidente del Consejo de la Generalidad Valenciana. Del 2003 al 2006 dirigió la consejería de Sanidad, creándose la Agencia Valenciana de la Salud y sentando las bases de la Carrera Profesional del Personal Sanitario.A continuación dirigió la consejería de Relaciones Institucionales y Comunicación y fue Portavoz del Gobierno hasta 2007. 
En la VII Legislatura (2007-2011) fue consejero de Presidencia y vicepresidente del Consejo de la Generalidad, con Francisco Camps de Presidente. Tras la remodelación de gobierno del 28 de agosto de 2009 asumió el cargo de consejero de Industria, Comercio e Innovación, manteniendo la Vicepresidencia Primera. Tras las elecciones autonómicas de 2011 dejó de ser consejero tras 12 años como miembro del Gobierno Valenciano, para reincorporarse a su actividad como inspector de Hacienda del Estado.
En 2018 fue absuelto en la Audiencia Nacional, en un juicio sobre la financiación del PPCV, mediante sentencia firme no recurrida por ninguna de las partes.
A lo largo de su etapa política ha sido diputado en las Cortes Valencianas durante 3 Legislaturas.
- Datos: Q9093346
- Multimedia: Vicente Rambla / Q9093346